# Histioteuthis reversa
Histioteuthis reversa är en bläckfiskart som först beskrevs av Addison Emery Verrill 1880.  Histioteuthis reversa ingår i släktet Histioteuthis och familjen Histioteuthidae. Inga underarter finns listade i Catalogue of Life.

## Bildgalleri

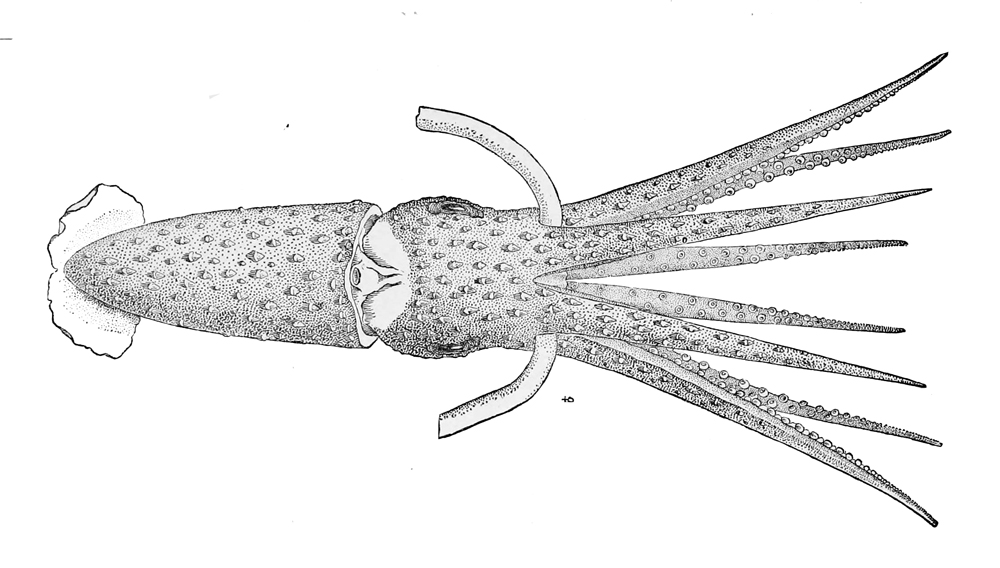
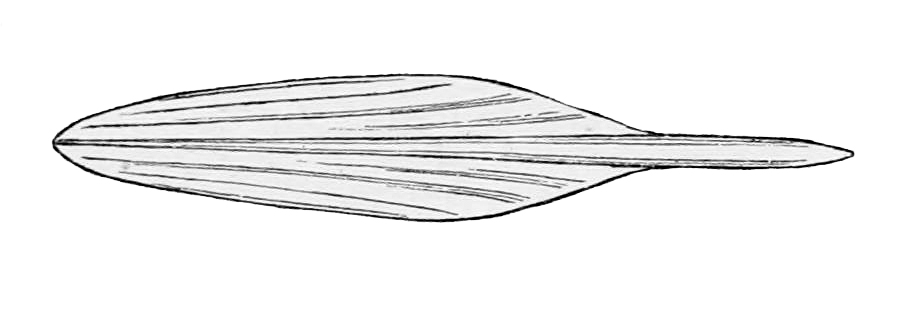
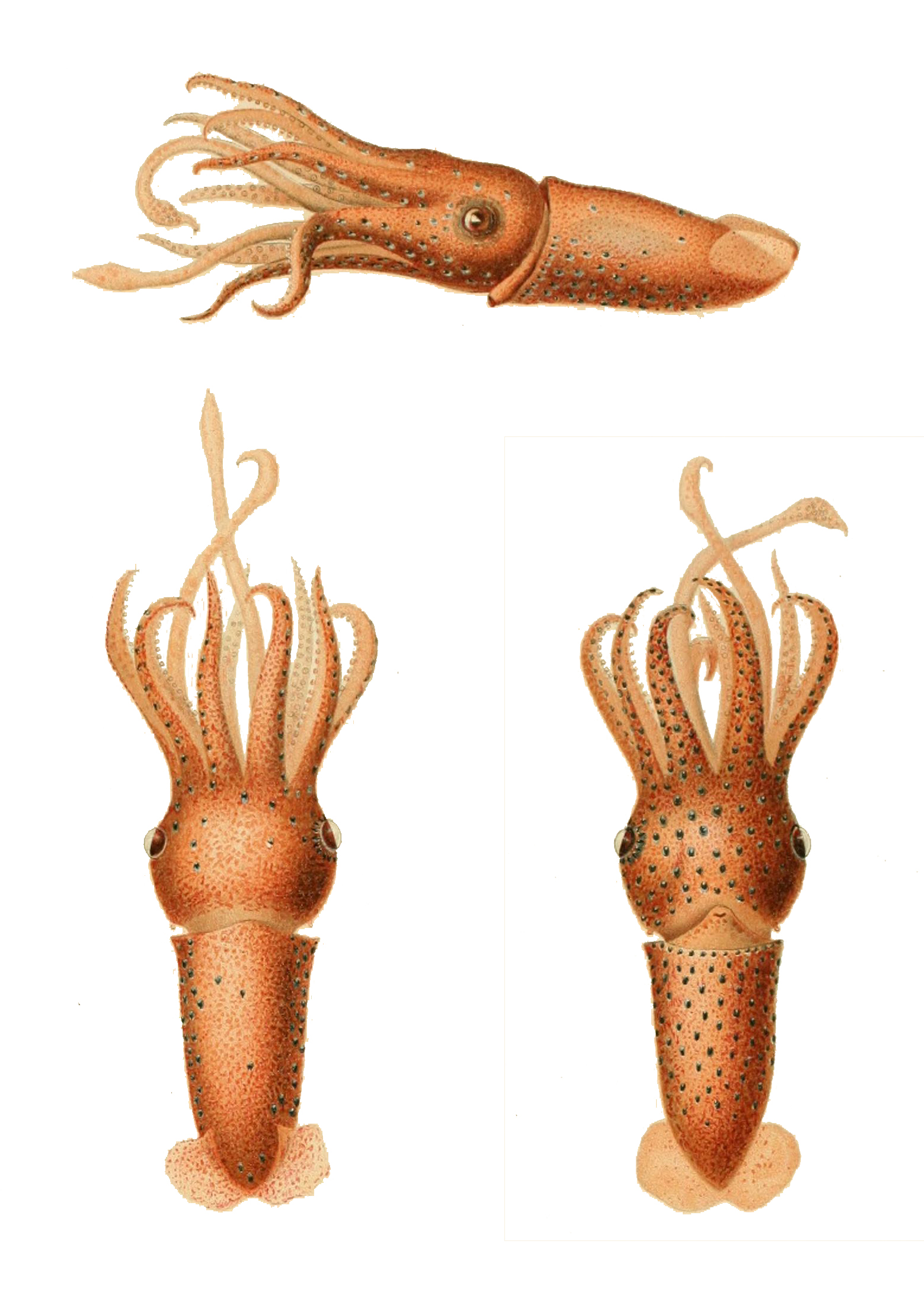